# Gmina Maribo

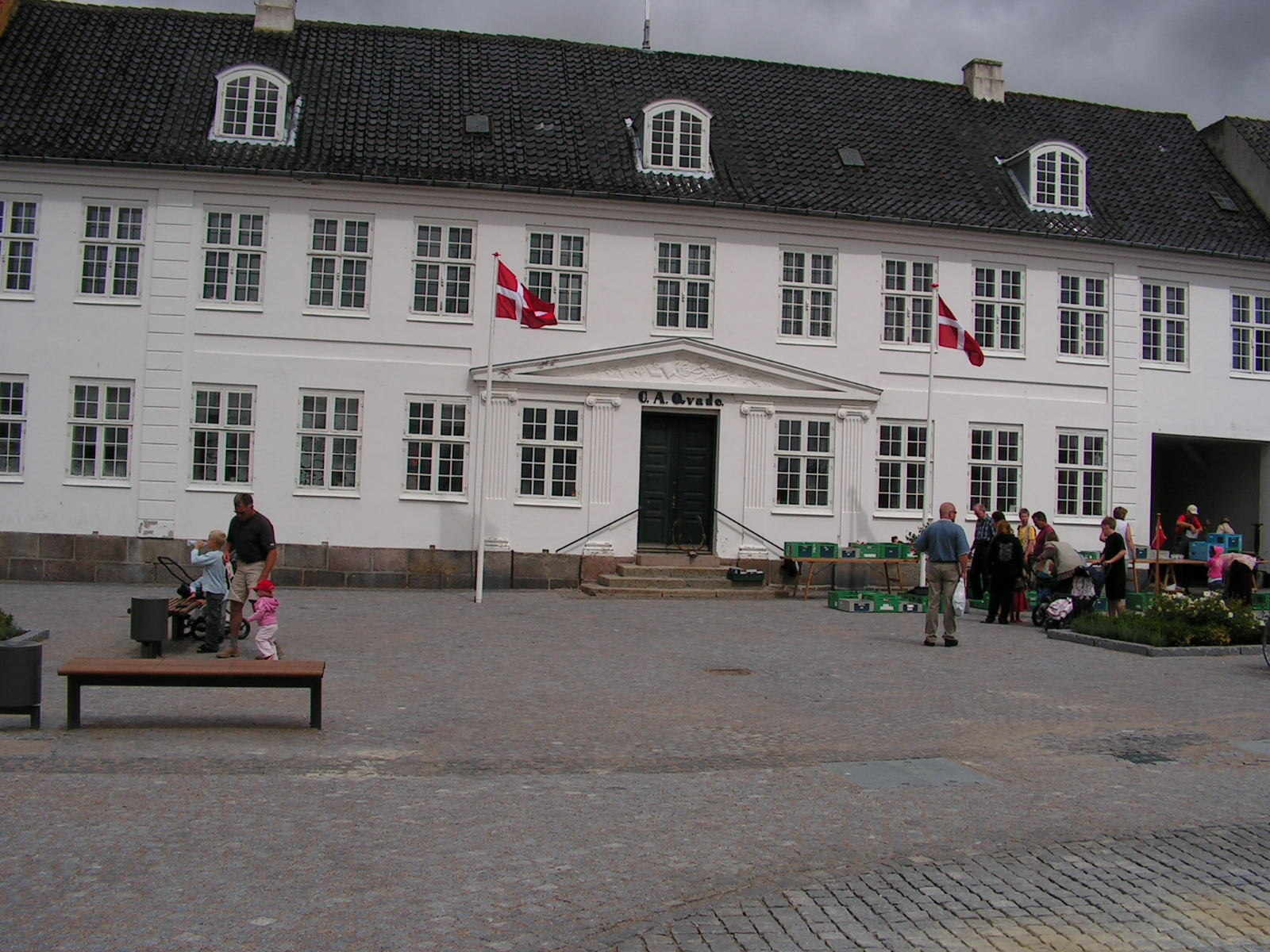
Maribo - Rynek

Gmina Maribo (duń. Maribo Kommune) – istniejąca w latach 1970–2006 gmina w Danii w okręgu Storstrøms Amt. Siedzibą władz gminy było Maribo. Gmina Maribo została utworzona 1 kwietnia 1970 na mocy reformy podziału administracyjnego Danii. W wyniku kolejnej reformy, która weszła w życie 1 stycznia 2007 roku, razem z gminami Holeby, Højreby, Nakskov, Ravnsborg, Rudbjerg oraz Rødby weszła w skład nowo utworzonej gminy Lolland.

## Dane liczbowe
- Liczba ludności: (♀ 5444 + ♂ 5654) = 11 098
  - wiek 0-6: 6,4%
  - wiek 7-16: 11,6%
  - wiek 17-66: 63,5%
  - wiek 67+: 18,5%
- zagęszczenie ludności: 72,1 osób/km²
- bezrobocie: 5,5% osób w wieku 17-66 lat
- cudzoziemcy z UE, Skandynawii i USA: 103 na 10 000 osób
- cudzoziemcy z krajów Trzeciego Świata: 233 na 10 000 osób
- liczba szkół podstawowych: 3 (liczba klas: 52)